# Postes-frontières de Berlin

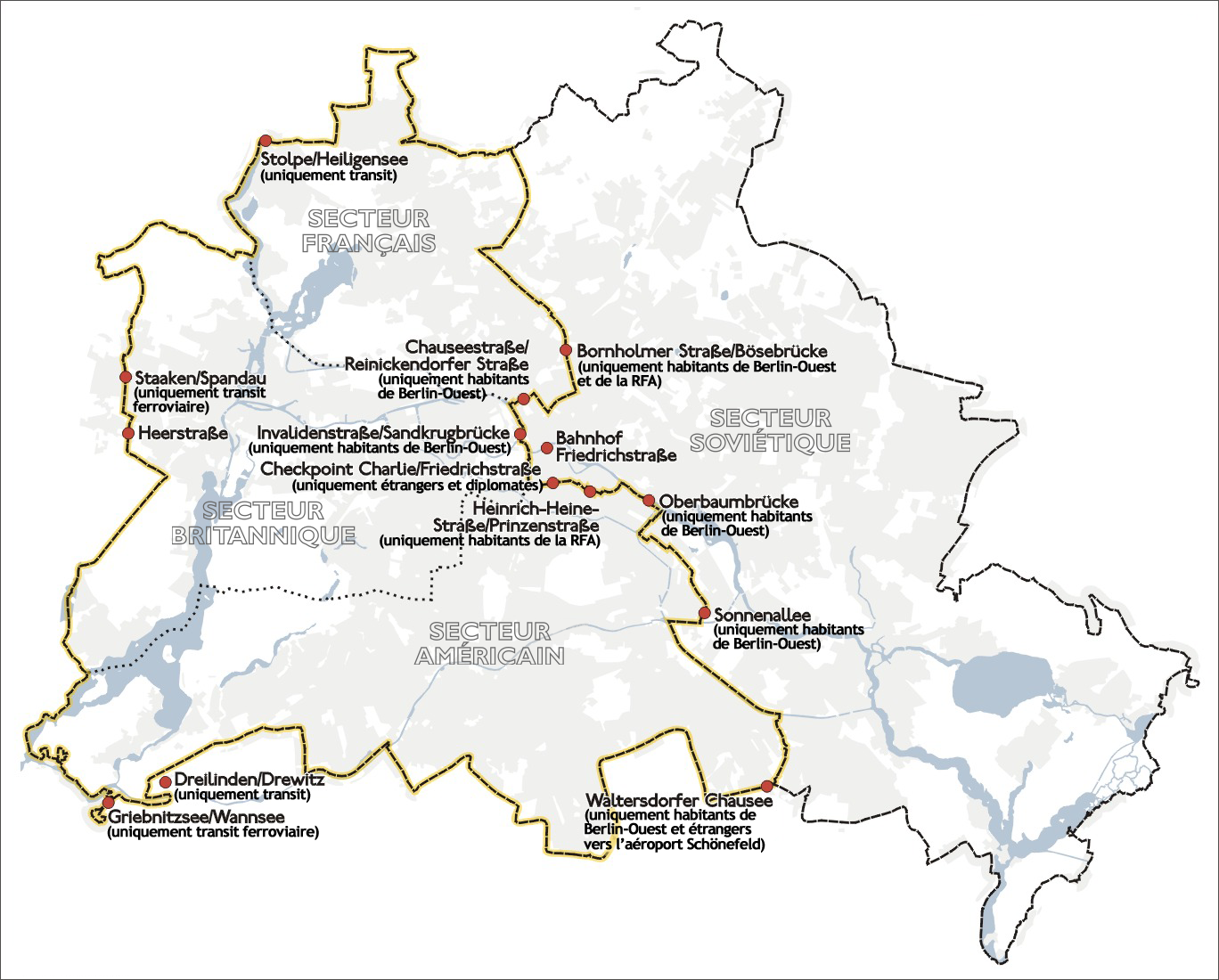
Postes-frontières de Berlin et tracé du mur en 1989.

Les postes-frontières de Berlin ont été créés à la suite de la division de l'Allemagne après la fin de la Seconde Guerre mondiale, lors de la conférence de Potsdam, marquant la division de l'Allemagne entre la République fédérale  d'Allemagne (RFA, Allemagne de l'Ouest) et la République démocratique allemande (RDA, Allemagne de l'Est). Les postes-frontières séparent Berlin-Ouest et Berlin-Est.

## Le Checkpoint Bravo
Le Checkpoint Bravo était un poste-frontière qui se trouvait au sud-ouest de la capitale, sur la Bundesautobahn 115, les postes de contrôle étant situés respectivement dans la localité brandebourgeoise de Drewitz (sur la commune de Kleinmachnow) et la forêt de Dreilinden dans le quartier berlinois de Nikolassee.

## Le Checkpoint Charlie

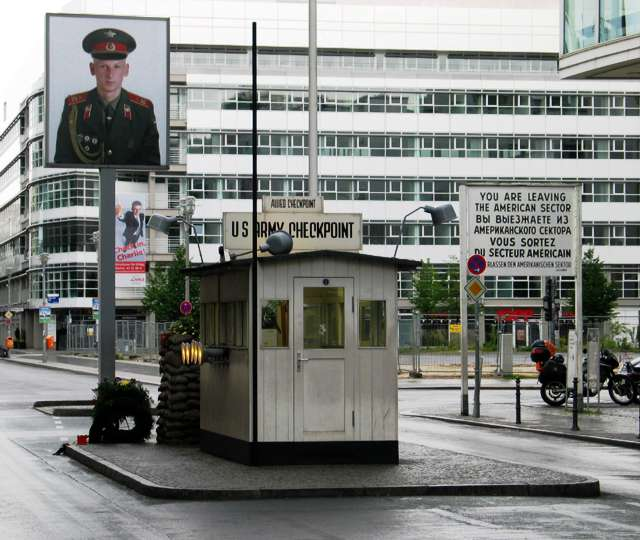
Le Checkpoint Charlie sur la Friedrichstraße.

Le Checkpoint Charlie était un poste-frontière qui se situait sur Friedrichstraße, à la frontière entre les quartiers Mitte (en secteur soviétique) et Kreuzberg (en secteur américain). 
Le 27 octobre 1961, ce poste-frontière est le théâtre d'un incident lorsque des chars et soldats des deux camps se font face pendant une journée, à la suite d'un différend sur la libre circulation des membres des forces alliées dans les deux moitiés de la ville (les Soviétiques exigeant de contrôler les soldats occidentaux qui entraient à Berlin-Est).

## Autres postes-frontières
Hormis les deux checkpoints cités plus haut, il en existait 13 autres à la chute du Mur de Berlin :
- Huit points de passage entre Berlin-Est (RDA) et Berlin-Ouest (RFA)[1] :
  - Bornholmer Straße ;
  - Liesenstraße / Gartenstraße ;
  - Chausseestraße ;
  - Invalidenstraße ;
  - Friedrichstraße ;
  - Heinrich-Heine-Straße ;
  - Oberbaumbrücke ;
  - Sonnenallee.

- Cinq points de passage entre le Brandebourg (RDA) et Berlin-Ouest (RFA)[2] :
  - Waltersdorfer Chaussee (réservé exclusivement aux Allemands de l'Ouest et étrangers se rendant à l'aéroport de Schönefeld) ;
  - Griebnitzsee / Wannsee (uniquement transit ferroviaire) ;
  - Heerstraße (Bundesstraße 5 à Staaken) ;
  - Staaken / Spandau (uniquement transit ferroviaire) ;
  - Stolpe / Heiligensee (uniquement transit).

En complément, le Pont de Glienicke, non loin de Potsdam, bien que ne formant pas un poste-frontière à proprement parler, était utilisé ponctuellement pour l'échange de prisonniers politiques et d'espions entre les blocs capitaliste et communiste.

## Contrôles

### Berlin-Est
Entre les deux moitiés de la ville et à la limite de la ville, de Berlin-Ouest à la RDA, les points de passage frontaliers et de transit du côté de la RDA ont été considérablement étendus. Ils étaient rigoureusement contrôlés à l'entrée et à la sortie par les autorités frontalières et les douaniers. La sécurité des frontières extérieures et la sécurité des points de passage frontaliers ont pris le contrôle de sociétés de sécurité spéciales des troupes frontalières de la RDA.
Le contrôle effectif des passagers et des véhicules était effectué par les unités de contrôle des passeports (PKE). Sur le plan organisationnel, les PKE n'étaient pas assujetties aux troupes frontalières de la RDA et donc au ministère de la Défense nationale de la RDA mais au ministère de la Sécurité d'État (département VI / division 6, contrôle des passeports). Les PKE portaient l'uniforme des troupes frontalières lors du service sur les points de passage. Seul le personnel spécialement formé était utilisé pour le contrôle des personnes. Les passeports et les cartes d'identité pouvaient être transmis en dernier lieu par signal vidéo des stations de contrôle à une salle de recherche centrale et enregistrés selon les besoins. Là, la vérification des données personnelles était effectuée dans l'inventaire de recherche existant. Si nécessaire, une transmission de commande au contrôleur pouvait être effectuée à l'aide d'un afficheur à code numérique, par exemple une page à travers, demander des documents supplémentaires, ralentir le traitement, poser des questions prédéfinies. Contrairement à la RFA (délivrance de visas via les ambassades), la plupart des visas requis (visas de transit et d'entrée) étaient délivrés aux points de passage frontaliers de la RDA. Cela était associé à un effort personnel et organisationnel considérable, ce qui explique également le grand nombre d'unités de contrôle des passeports et les dimensions spatiales de certains points de passage.
Les Berlinois de l'Ouest possédaient leur carte d'identité temporaire de Berlin mais les passeports de la RFA n'étaient pas reconnus par les autorités de la RDA. Le résident de Berlin était enregistré avec un certificat d'autorisation pour recevoir un visa de la RDA pour une journée ou demander un visa à entrées multiples. Il y avait cinq «bureaux pour les visites et les voyages» dans les quartiers de Berlin-Ouest, c’est-à-dire des bureaux appartenant à l’Est dans la partie Ouest de la ville. Il était différencié entre les visites de parents ou de connaissances et les entrées touristiques. Avec un visa pour Berlin-Est, le voyage ne pouvait plus être abandonné. Les taux de change minimaux (échange de Deutsche Mark contre Mark est-allemand à la frontière) étaient différents pour Berlin-Est et le reste de la RDA de 1974 à 1980 (6,50 DM pour Berlin-Est, 13 DM pour le reste de la RDA, puis uniformément 25 DM). Parfois, l'argent déjà compté était emballé dans des sacs en plastique: un sac pour Berlin-Est, deux sacs pour la RDA. Le départ devait avoir lieu au plus tard à 24 heures, une nuit à Berlin-Est n'était généralement pas possible.

### Berlin-Ouest
Du côté de Berlin-Ouest, la police et les douanes avaient des guérites. Il n'y avait généralement pas de contrôle dans le trafic passagers.
Selon la politique occidentale, il ne s’agissait pas d’un contrôle aux frontières, car la frontière de secteur n’était pas une frontière d’État mais seulement des secteurs d’occupation divisés. En revanche, la frontière entre la périphérie de Berlin et la RDA revêtait également une importance internationale aux yeux de l'Occident, de sorte que des contrôles étaient possibles dans ce pays. Cependant, ils n'ont été occasionnellement effectués que dans le cadre d'opérations de recherche.
Aux points de passage en transit, les voyageurs étaient enregistrés statistiquement (questionnaire au sujet de la destination), parfois également contrôlés à l'occasion de poursuites.
Les premières années ont été également demandés des documents personnels et des véhicules afin de protéger les voyageurs des difficultés rencontrées par les organes de contrôle de la RDA. Cependant, l'identité n'était vérifiée que s'il y avait une suspicion raisonnable.
Le transport de marchandises était soumis à un dédouanement en trafic étranger. Dans le trafic avec la RFA, seules des élévations statistiques ont été effectuées et, le cas échéant, les marchandises étaient scellés.
Au Checkpoint Bravo (Dreilinden) et Checkpoint Charlie (Friedrichstraße), les puissances occupantes alliées avaient mis en place des points de contrôle, mais ceux-ci étaient destinés aux déplacements normaux et le trafic des visiteurs n'avait aucune importance. Ils ont servi à la levée des unités militaires et à des manifestations politiques. Ils n’ont que rarement exercé leur pouvoir de contrôle supplémentaire.
À l'aide de panneaux, il était demandé aux passagers en transit de signaler des événements suspects au cours de leur transit par la RDA, comme par exemple des informations sur les arrestations de citoyens ouest-allemands.